# Lira Paulistana (selo fonográfico)
O Selo Lira Paulista foi um selo fonográfico pertencente ao Teatro Lira Paulistana.

## História
Surgido pouco depois da inauguração do Teatro Lira Paulistana, em 1979, lançou em disco o trabalhos de alguns dos principais nomes do movimento cultural conhecido como Vanguarda Paulista. Alguns desses álbuns foram lançados em conjunto com o selo Continental num total de 19 discos, além de 4 compactos (7"). O Selo Lira Paulistana encerrou suas atidades juntamente com o teatro em 1986, mas deixou sua marca na cultura paulistana.

## Discografia

### Lira Paulistana
- Beleléu, Leléu, Eu. Itamar Assumpção, 1980
- Cabelos de Sansão. Tiago Araripe, 1982
- Língua de Trapo. Língua de Trapo, 1982 [1]
- Chora Viola, Canta Coração. Grupo Paranga, 1982 [2]
- Abolerado Blues. Cida Moreira, 1983
- Diletantismo. Grupo Rumo, 1983
- Quase Lindo. Premeditando o Breque, 1983
- Força Madrinheira. Grupo Engenho, 1983
- Negro mesmo. Nei Lopes, 1983 [3]
- Como Essa Mulher. Hermelino e a Football Music, 1984 [3]

### Lira Paulistana Instrumental
- Marcha sobre a Cidade. Grupo Um, 1979[3]
- Flor de Plástico Incinerada. Grupo Um, 1982
- Imagens do Inconsciente. Pé Ante Pé, 1982
- Lágrima/Surolide Suite. Lelo Nazário, 1982
- Poema da Gota Serena. Zé Eduardo Nazário, 1982
- Alquimia, Grupo Alquimia, 1983
- Pau Brasil. Grupo Pau Brasil, 1983
- Ciranda, Carioca & Convidados, 1983
- Freelarmônica. Freelarmônica, 1983

### Compactos (7")
- Pinga com Limão, Premeditando o Breque, 1982
- Viva o Samba, Waldir da Fonseca, 1984
- Sem Indiretas, Língua de Trapo, 1984
- Rumo, Grupo Rumo, 1984

### Ao vivo
Alguns artistas chegaram a gravar álbuns no Teatro Lira Paulistana, mas eles não foram necessariamente lançados pelo selo fonográfico. Foram 7 discos ao todo.
- Gravados Ao Vivo no Teatro Lira Paulistana
- Ao Vivo e À Vontade. Aracy de Almeida, 1979
- Summertime. Cida Moreira, 1980
- Live. Syncro Jazz, 1982
- Ao Vivo. Cólera e Ratos de Porão, 1985
- Pirata. Made in Brasil Vol I, 1986
- Pirata. Made in Brazil Vol II, 1986
- No Jardin da Política. Tom Zé, 1996

### Distribuição
Outros 33 álbuns foram distribuídos pelo Selo Lira Paulistana, mas não foram produzidos pelo mesmo.
- Clara Crocodilo. Arrigo Barnabé, 1980
- A Divina Increnca. Divina Increnca, 1980
- Piraretã. Tetê Espindola, 1980
- A Flor da Preguiça. Ibanez, 1980
- Olha Aí. Maurício Tapajós, 1980
- Brincadeira Manhã. Lé Dantas e Cordeiro, 1980
- Rumo. Grupo Rumo, 1981
- Rumo aos antigos. Grupo Rumo, 1981
- D'Alma. Grupo D'Alma, 1981
- Voar. Deo Lopes, 1981
- Premeditando o Breque. Premeditando o Breque, 1981
- Medusa. Grupo Medusa,1981
- Fogo calmo das velas. Eduardo Gudin, 1981
- Bailarina. Eliana Estevão, 1981
- Aqualouco. Grupo Acaru, 1981
- Gerações. Carlos Henry, 1981
- Hector Costita. Hector Costita, 1981
- Canto Livre. Leandro, 1981
- Memória das Águas. Fernando Falcão, 1981
- Marinho Castellar & Banda Disrritmia. Marinho Castellar, 1981
- Um Palco É Preciso. O Outro Bando da Lua, 1981
- Canto de Rua. Zé do Cavaco, 1981
- Ritual. Livio Tragtenberg, 1981
- Riberti. Roberto Roberti, 1982
- Banda Metalurgia. Metalurgia, 1982
- Paixão. Cleston Teixeira, 1982
- Amor de Mulher. Luli e Lucina, 1982
- Pássaros na Garganta. Tetê Espindola, 1982
- Aguilar e a Banda Performática. Aguilar e a Banda Performática, 1982
- Cadáver Pega Fogo Durante o Velório. Fernando Pellon, 1983
- Outros Sons. Eliete Negreiros, 1984
- Certos Caminhos. Deo Lopes, 1984
- Rabo de Peixe. Robinson Borba, 1984
- Patife Band. Patife Band, 1985